# La moglie di quella notte
La moglie di quella notte (朗かにその夜の妻?, Sono yo no tsuma) è un film del 1930 diretto da Yasujirō Ozu, ispirato al racconto Nine to Nine di Oscar Schisgall.

## Trama
Shuji è sposato con Mayumi e hanno una figlia di nome Michiko. La bambina è gravemente malata e Shuji non ha il denaro necessario per provvedere alle cure mediche, decide pertanto di procurarselo compiendo una rapina.
Il tenace e astuto poliziotto Kagawa riesce ad identificare il rapinatore e ad individuare la sua abitazione, tuttavia appena si rende conto delle motivazioni che hanno portato l'uomo al furto inizia ad essere vittima di un conflitto interiore, non sapendo decidere se arrestare o meno Shuji; alla fine decide di andarsene senza arrestare l'uomo.
Quando la bambina migliora il padre, pentito per ciò che ha fatto, si costituisce.